# Xã Omega, Quận Carroll, Arkansas
Xã Omega (tiếng Anh: Omega Township) là một xã thuộc quận Carroll, tiểu bang Arkansas, Hoa Kỳ. Năm 2010, dân số của xã này là 489 người.